# Saxenheim
Saxenheim was een van de oudste campings van Nederland. Hij lag in het bos tussen Vierhouten en Nunspeet. 
Aan de oever van een ven in het Mosterdveen werden vanaf 1897 jaarlijks kampen gehouden door de Nederlandse Christen-Studenten Vereniging, na 1918 waren die gehuisvest in vier houten barakken. 
Kampeercentrum Saxenheim werd in 1925 opgericht. Behalve kampeerhuisjes was er een winkel en kantine, een badkamer, douches en moderne toiletten. Een donkere kamer was ook beschikbaar. Voor jeugdverenigingen waren er aparte terreinen.  De grond maakte deel uit van de eigendommen die behoorden bij het Ronde Huis. De huidige kantine werd in 1927 geopend.  Daarvoor was er al een kantine waarvoor in 1925 een drankverlof werd aangevraagd. Saxenheim werd later met de naastgelegen camping Mosterdveen en bungalowpark Zandhoeve samengevoegd tot recreatiepark Samoza. 
De camping in het Mosterdveen is rond 2014 door de gemeente Nunspeet opgeheven ter herstel en bescherming van de bijzondere ecohydrologische situatie van het gebied die plaatselijk hoogveenvorming mogelijk maakt. Het terrein nu onderdeel van het beschermde natuurgebied.
Dat Saxenheim de oudste camping van Nederland was, wordt betwist door Camping Bakkum in de Kennemerduinen. Vanaf 1914 werd daar aan kampeerders toestemming verleend om een tent op te slaan. Deze camping werd uiteindelijk in 1928 officieel geopend maar vierde in 2014 zijn 100-jarig bestaan.